# Prunetyna
Prunetyna – organiczny związek chemiczny z grupy O-metyloizoflawonów. Pierwszy raz została wyizolowana w 1910 roku (Finnemore) z kory wiśni gorzkiej (Prunus emarginata). Prunetyna wyizolowana z korzeni grochu może działać jako atraktant dla pływek Aphanomyces euteiches. Jest także allosterycznym inhibitorem dehydrogenazy aldehydowej ludzkiej wątroby.